# Cabana de Bergantiños
Cabana de Bergantiños o Cabana es un municipio español de la provincia de La Coruña, en Galicia, situado en la parte interior de la ría de Corme y Lage, desde Puenteceso hasta Lage, en la Costa de la Muerte. Antiguamente se llamó también Cesullas.

## Geografía humana

### Demografía
Cuenta con una población de 4098 habitantes (INE 2024).
| Gráfica de evolución demográfica de Cabana de Bergantiños entre 1842 y 2021 |
| |
| Población de derecho según los censos de población del INE Población de hecho según los censos de población del INEEn estos censos se denominaba Cabana o Cesullas: 1842 En estos censos se denominaba Cabana: 1857, 1860, 1877, 1887, 1897, 1900, 1910, 1920, 1930, 1940, 1950, 1960, 1970, 1981 y 1991 |

## Conflicto minero de Corcoesto
En una de las diez parroquias del ayuntamiento, San Pedro de Corcoesto, existe una antigua explotación aurífera iniciada en época romana, abandonada por los ingleses en 1910 y cerrada definitivamente en la década de 1970 por su falta de rentabilidad. Una compañía minera canadiense, Edgewater Exploration, a través de su filial gallega Mineira de Corcoesto S.L., está interesada en reabrir el yacimiento, prácticamente agotado, mediante la utilización de técnicas de minería a cielo abierto y grandes cantidades de cianuro de sodio en la recuperación del mineral, un compuesto altamente tóxico. Sin embargo, esta iniciativa empresarial ha sido denunciada por numerosos colectivos, entre los que destacan asociaciones ecologistas y entidades vecinales como la plataforma Salvemos Cabana. También ante el Parlamento Europeo y el Parlamento gallego por parte de diversos grupos políticos. El proyecto fue finalmente cancelado por la Junta de Galicia en octubre de 2013 por el incumplimiento de los requisitos técnicos y económicos solicitados por la Administración.

## Parroquias
Parroquias que forman parte del municipio:
- Anós[4]
- Borneiro (San Xoán)
- Canduas (San Martiño)
- Cesullas (Santo Estevo)
- Corcoesto (San Pedro)
- Cundíns (San Paio)
- Esto[4]
- Nantón (San Pedro)
- Riobó (San Martiño)
- Silvarredonda[4]

## Patrimonio
- Dolmen de Dombate
- Castro de Borneiro
- Torre de la Penela